# سرجنگان
سرجنگان، روستایی در دهستان بم‌پشت بخش بم‌پشت شهرستان سراوان در استان سیستان و بلوچستان ایران است.

## ویژگی‌ها
این آبادی از زمان رژیم پهلوی و با اسکان عشایر به‌وجود آمده‌است و یکی از اولین روستاهای قدیمی بخش بم‌پشت محسوب می‌شود که بیشتر در کپر زندگی می‌کردند و به تدریج در خانه‌های مسکونی ساکن شدند.
وجه تسمیه این روستا به این دلیل است که نخلستان به نام سرجنگان در نزدیکی روستا بوده‌است و همچنین برخی به این روستا روستای میار جلان یا سران جاگاه می‌شناسند که افراد صلح جو و ریش سفیدان این منطقه در این روستا ساکن بوده‌اند.
این روستا یکی از قدیمی‌ترین روستاهای سطح بخش بم‌پشت می‌باشد که این روستا از شرق به شهر سیرکان در فاصله ۱۳ کیلومتری و در شمال غربی روستای میدان (انارک) و خیرآباد در فاصله ۵ کیلومتری و غربی روستاهای سریگر (بالا، میانی، پایین) در فاصله ۵ کیلومتری و در جنوب شرقی روستای کاتاگر و گربن در فاصله ۳ کیلومتری قرار دارد.

## جمعیت
بر پایه سرشماری عمومی نفوس و مسکن در سال ۱۳۹۵، جمعیت این روستا برابر با ۵۷۵ نفر (۱۴۲ خانوار) بوده‌است.